# Handels- und Gewerbekammer (Sachsen)
Handels- und Gewerbekammer war im Königreich Sachsen die Bezeichnung für die Vorgängerin der Handwerks- und Handelskammern.

## Geschichte
Mit dem sächsischen Gewerbegesetz vom 15. Oktober 1861 und der Verordnung über Handels- und Gewerbekammern vom gleichen Tag wurden die Rechtsgrundlagen für Handels- und Gewerbekammern im Königreich Sachsen geschaffen. Diese bestanden aus zwei Abteilungen: Die Handelskammer, die für Handel und Fabriken zuständig war und die Gewerbekammer für das sonstige Gewerbe. Die Mitglieder beider Kammern wurden von den Unternehmern der jeweiligen Gruppe in indirekter Wahl gewählt. Beide Kammern hatten auch eigene Vorstände und Präsidenten. Sie teilten sich jedoch die gleiche Organisation und gaben auch gemeinsam die Jahresberichte der jeweiligen Handels- und Gewerbekammer heraus. In der Folge entstanden die Handels- und Gewerbekammern Dresden, Leipzig, Chemnitz, Plauen und Zittau.
Mit der Verordnung, die Handels- und Gewerbekammer betreffend vom 16. Juli 1868 ermöglichte eine organisatorische Trennung der Handels- und Gewerbekammer, eine Trennung der beiden Kammern fand aber nur in Leipzig statt. Der Kreis der Wahlberechtigten wurde erweitert, indem das Mindestalter von 30 auf 25 Jahre und die Mindestgewerbesteuer auf 10 Taler für Fabrikanten und 1 Taler für das andere Gewerbe gesenkt wurde. Die Kosten der Kammer wurden durch eine Umlage auf die Gewerbesteuer gedeckt. Nachdem 1878 die Gewerbesteuer abgeschafft worden war, war es eine Umlage über die Einkommensteuer.
Die Handwerkernovelle der Gewerbeordnung auf Reichsebene von 1897 bildete die Grundlage für eine eigenständige Organisation der Handwerkskammern. Dieser geänderten Rechtsgrundlage trug das Königreich Sachsen mit dem Handels- und Gewerbekammergesetz vom 4. August 1900 Rechnung. Die Handels- und Gewerbekammern wurden nun organisatorisch getrennt (außer in Zittau, wo dies erst 1910 passierte). Die Gewerbekammern hatten nun die Funktion von Handwerkskammern. Beide Kammern kamen aber weiter zu gemeinsamen Sitzungen als Handels- und Gewerbekammer zusammen.
In der Weimarer Republik erfolgte die Trennung beider Kammern endgültig. Die Handelskammern wurden 1924 in Industrie- und Handelskammern umbenannt.